# 藤谷美和子
藤谷 美和子（ふじたに みわこ、1963年〈昭和38年〉3月10日 - ）は、日本の女優、歌手。東京都北区出身。2006年より芸能活動休止。

## 来歴・人物
1977年にカルビーポテトチップスのCMに出演、1978年に放送された『ゆうひが丘の総理大臣』で生徒役を演じる。以後、『あさひが丘の大統領』『池中玄太80キロ』などに出演し話題になる。1984年に出演した朝の連続テレビ小説『心はいつもラムネ色』は平均視聴率40.2％の大ヒットとなり、自身の代表作品ともなった。1994年には初の連続主演ドラマ『そのうち結婚する君へ』が放送された。以後は単発ドラマとバラエティー番組を中心に出演するようになった。
1984年には『海燕ジョーの奇跡』『地平線』が上映され、日本アカデミー賞で優秀主演女優賞、1985年にはエランドール賞（新人賞）を獲得し、1992年上映の『女殺油地獄』と『寝盗られ宗介』で日本アカデミー賞の最優秀助演女優賞、ブルーリボン賞で助演女優賞、キネマ旬報賞で助演女優賞、毎日映画コンクールで女優主演賞、報知映画賞で助演女優賞を獲得。
1994年に自身主演のドラマ『そのうち結婚する君へ』の挿入歌「愛が生まれた日」（大内義昭とのデュエット）でCDデビュー。累計で132.7万枚を売り上げるミリオンセラーを記録した。この曲で、第9回日本ゴールドディスク大賞のグランプリ・ニュー・アーティスト賞とベスト5ニュー・アーティスト賞、日本有線大賞で新人賞と最優秀新人賞、全日本有線放送大賞で新人賞と最優秀新人賞と大賞（グランプリ）を受賞し、嬉しさのあまり涙ながらに歌唱した。また、女優としての歌手セールスではこの当時1位を記録する。同年暮れに放送された第36回日本レコード大賞では優秀作品賞を獲得し、第45回NHK紅白歌合戦に初出場。
同年、シングル「スペアキー 〜愛されてもしょうがない〜」をリリース。自身が出演するテレビ朝日系木曜ドラマ『ママのベッドへいらっしゃい』の主題歌として採用され、こちらもヒット曲となった。
2002年から2003年頃に放送された「愛のエプロン」でワンタンスープを作った際、赤ピーマンを丸ごと入れる大胆な行動をした。
2005年12月、演出家の岡村俊一と結婚。
2015年5月、「愛が生まれた日」のデュエット相手である大内義昭が死去した際には、夫の岡村俊一を通して「とても寂しい。私にとっても大切な思い出の歌です。心からご冥福をお祈りします」とのコメントを寄せている。
2016年、今何してるのか気になる女性芸能人をVenusTapが男女500人にアンケート調査をしたところ、3位にランクインした。

## 事件
2003年6月に皇居・坂下門にタクシーで乗り付け『紀宮さまは私の妹です。早く通して下さい』と侵入を試みて、皇宮警察に阻止される騒動を起こした。2019年週刊新潮は、藤谷が公安警察の監視対象者だと報道している。

## 出演

### テレビドラマ
- 事件ファイル110 甘ったれるな 第11話「女子高生・幼児誘拐の恐怖」（1976年、TBS）
- 気まぐれ天使（1977年、日本テレビ） - 歌子 役
- 怪人二十面相 (1977年のテレビドラマ)（1977年、フジテレビ） - ユカ 役
- かあさんの嘘（1977年、テレビ朝日）
- 青春ド真中!（1978年、日本テレビ） - 林美果 役
- ゆうひが丘の総理大臣（1978年 - 1979年、日本テレビ） - 藤村春子 役
- あさひが丘の大統領（1979年 - 1980年、日本テレビ） - 長尾あき子 役
- 俺はあばれはっちゃく 第6話（1979年、テレビ朝日）
- 池中玄太80キロ（1980年 - 1981年、日本テレビ） - 秋田チエ 役
- 月曜スター劇場（日本テレビ）
  - 竹とんぼ（1980年11月10日 - 1981年5月4日）- 高村智 役
  - かたぐるまIII（1981年 - 1982年、日本テレビ）- 村上めぐみ 役
- 俺はおまわり君（1981年、日本テレビ） - 照子 役
- ドラマ人間模様（NHK総合）
  - 海辺のマリア（1981年）- 小川道子 役
  - 妹（1986年） - 荒城小夜子 役
- 東芝日曜劇場（TBS）
  - うちのホンカン（1981年、HBC）（第6作目 ホンカン仰天す うちのホンカン -PART VI-）- 和子 役
  - 親不孝通りララバイ（1982年）
- ホームスイートホーム（1982年、日本テレビ） - 恵美 役
- 月曜ワイド劇場（テレビ朝日）
  - 悪女の手記（1982年）
  - 婚約 北の国から来た花嫁（1983年） - ケイコ 役
- かぐわしき日々の歌（1983年、NHK総合 銀河テレビ小説） - 間宮牧子役
- 契約母子 9年間の夫の浮気（1984年）
- 功、大好き（1983年、TBS）
- ザ・サスペンス（TBS）
  - スクープを追う女（1983年）
  - 虞美人草 まぼろしの愛に果てた紫の女!（1984年）
  - 私を深く埋めて（1984年7月14日） - 桜木陽子 役
- 松本清張の蒼い描点（1983年、木曜ファミリーワイド） - 白井典子 役
- その朝おまえは何を見たか（1983年、火曜サスペンス劇場） - 結城淳子 役
- 青い目をしたお人形は（1983年、TBS）
- 土曜ワイド劇場（テレビ朝日）
  - 幽霊シリーズ
    - 第8作「迷探偵新コンビ誕生！幽霊半島 古代鏡に映る妖しい女の影!?」（1984年） - 丸山夕子 役
    - 第9作 「幽霊同窓会 少女誘拐！真犯人は同級生？岩風呂の湯けむりに白い肌が…」（1984年） - 丸山夕子 役
- 心はいつもラムネ色（1984年 - 1985年、NHK総合 連続テレビ小説）- 中山（赤津）賀津 役
- 日生ファミリースペシャル 「のぶ子マイウェイ」（1985年、フジテレビ）
- 払い戻した恋人（1985年、木曜ドラマストリート フジテレビ）
- ライスカレー（1986年、フジテレビ） - 川床利子 役
- 世にも奇妙な物語　『ミッドナイト・コール』（1990年、フジテレビ）
- 先生のお気に入り（1991年、TBS）- 菊島弥生 役
- 怪談　KWAIDAN（1992年、フジテレビ） -雪女 役
- 天国に一番近い病院（1993年、フジテレビ）- 理事長の娘 役
- 美徳のよろめき（1993年、テレビ東京） - 倉越節子 役
- 死刑台のエレベーター（1993年、フジテレビ）- 宮本里枝 役
- サスペンス・魔「鏡の中の顔」（1993年、関西テレビ） - 野間あすか 役（※特別出演）
- 代紋TAKE2シリーズ（1993年 - 1997年、日本テレビ、スペシャルドラマ） - 島村カオリ 役
  - 代紋 TAKE2〔1〕 （1993年3月4日放送）
  - 代紋 TAKE2〔2〕～孤狼の章～ （1994年2月6日放送）
  - 代紋 TAKE2〔3〕～獄中の狼たち～ （1994年11月20日放送）
  - 代紋 TAKE2〔4〕～襲名! 白浜組八代目～ （1995年6月25日放送）
  - 代紋 TAKE2〔5〕～丈二、木更津に死す! ～ （1996年1月28日放送）
  - 代紋 TAKE2〔6〕～勃発! 白浜組VS明石組～ （1996年12月8日放送）
  - 代紋 TAKE2〔7〕～激突! 木更津戦争～ （1997年2月9日放送）
- そのうち結婚する君へ（1994年、日本テレビ）- 主演 古沢佳子 役
- ママのベッドへいらっしゃい（1994年、テレビ朝日） - 今井今日子 役
- 3番テーブルの客  （1997年1月13日、フジテレビ） 第12回
- ギフト（1997年、フジテレビ） 第9話ゲスト - 愛川リツ子 役
- 課長島耕作（1998年、フジテレビ） - 立花慶子 役
- 七曲署捜査一係（1999年、日本テレビ）-園田恵美 役
- 少年タイヤ「熱海殺人事件」（2001年、フジテレビ） - 水野朋子・山口アイ子（二役）
- やんパパ（2002年、TBS）- 風見唯 水島美菜子 二役
- 乱歩R（2004年、よみうりテレビ）- 澤村鈴子 役

### 映画
- ニッポン警視庁の恥といわれた二人 刑事珍道中 （1980年）- 佐藤真由美 役
- 誘拐報道（1982年）- 津島友子 役
- 海燕ジョーの奇跡（1984年）- 陽子 役
- 地平線（1984年）- 藤木秀代（20代〜30代）役
- それから（1985年）- 平岡三千代 役
- 道（1986年）- 小宮和江 役
- この愛の物語（1987年）伊豆沼時子 役
- 竜馬を斬った男 - 八重 役（1987年）
- 悲しい色やねん（1988年）- 堂上マコ 役
- 疵（1988年）- 兵藤美佐子 役
- ラッフルズホテル（1989年）
- 226（1989年） - 坂井孝子役
- 夢の涯てまでも Until the End of the World （1992年）
- 女殺油地獄（1992年）- 小倉屋小菊 役
- 寝盗られ宗介（1992年）
- スーパースキャンダル（1996年） - 会田昌代(女優) 役

### バラエティ
- びっくり日本新記録（よみうりテレビ） - アシスタント、司会は小林亜星
- とんねるずのみなさんのおかげです（フジテレビ）90年代前半に不定期出演
- 少年頭脳カトリ (フジテレビ)
- サルヂエ (日本テレビ)
- マジカル頭脳パワー (日本テレビ)

1. 1994年3月26日
2. 1999年4月22日

### NHK紅白歌合戦出場歴
| 年度/放送回              | 回 | 曲目           | 出演順 | 対戦相手 | 備考               |
| ------------------------ | -- | -------------- | ------ | -------- | ------------------ |
| 1994年（平成6年）/第45回 | 初 | 愛が生まれた日 | 13/25  | 郷ひろみ | 大内義昭とのデュオ |

## ディスコグラフィ

### シングル
| 発売日         | 規格           | 規格品番       | No.            | タイトル                                           | 作詞                   | 作曲           | 編曲                                |
| 日本コロムビア | 日本コロムビア | 日本コロムビア | 日本コロムビア | 日本コロムビア                                     | 日本コロムビア         | 日本コロムビア | 日本コロムビア                      |
| -------------- | -------------- | -------------- | -------------- | -------------------------------------------------- | ---------------------- | -------------- | ----------------------------------- |
| 1994年2月21日  | 8cmCD          | CODA-384       | 1              | 愛が生まれた日                                     | 秋元康                 | 羽場仁志       | 萩田光雄                            |
| 1994年2月21日  | 8cmCD          | CODA-384       | 2              | わずかの涙                                         | 秋元康                 | 後藤次利       | 後藤次利 コーラスアレンジ：高尾直樹 |
| 1994年2月21日  | 8cmCD          | CODA-384       | 3              | 愛が生まれた日（カラオケ）                         | -                      | 羽場仁志       | 萩田光雄                            |
| 1994年7月6日   | 8cmCD          | CODA-451       | 1              | ドライフラワー                                     | 秋元康                 | 後藤次利       | 田原音彦 コーラスアレンジ：高尾直樹 |
| 1994年7月6日   | 8cmCD          | CODA-451       | 2              | あなたに騙されたい                                 | 秋元康                 | 後藤次利       | 田原音彦 コーラスアレンジ：高尾直樹 |
| 1994年7月6日   | 8cmCD          | CODA-451       | 3              | ドライフラワー（カラオケ）                         | -                      | 後藤次利       | 田原音彦 コーラスアレンジ：高尾直樹 |
| 1994年11月14日 | 8cmCD          | CODA-518       | 1              | スペアキー 〜愛されてもしょうがない〜              | 秋元康                 | 後藤次利       | 後藤次利                            |
| 1994年11月14日 | 8cmCD          | CODA-518       | 2              | 海のすぐそばで……                                   | 秋元康                 | 後藤次利       | 後藤次利                            |
| 1994年11月14日 | 8cmCD          | CODA-518       | 3              | スペアキー ～愛されてもしょうがない～（カラオケ）  | -                      | 後藤次利       | 後藤次利                            |
| 1995年4月1日   | 8cmCD          | CODA-620       | 1              | 私たちになりたくて                                 | 秋元康                 | 井上望         | 岩崎文紀                            |
| 1995年4月1日   | 8cmCD          | CODA-620       | 2              | 私たちになりたくて（カラオケ）                     | -                      | 井上望         | 岩崎文紀                            |
| 1995年9月30日  | 8cmCD          | CODA-733       | 1              | I LOVE YOU EVERYDAY & まな板に乗った恋             | 藤谷美和子             | Kim Bullard    | Kim Bullard                         |
| 1995年9月30日  | 8cmCD          | CODA-733       | 2              | TVスター                                           | 藤谷美和子 Kim Bullard | Kim Bullard    | Kim Bullard                         |
| 1995年9月30日  | 8cmCD          | CODA-733       | 3              | I LOVE YOU EVERYDAY & まな板に乗った恋（カラオケ） | -                      | Kim Bullard    | Kim Bullard                         |
| Sony Music     |                |                |                |                                                    |                        |                |                                     |
| 2001年10月24日 | CD             | MHCL-47        | 1              | シャダバ ダバダ                                    | 秋元康                 | 小原信哉       | 小原信哉                            |
| 2001年10月24日 | CD             | MHCL-47        | 2              | おまえにビリビリ                                   | 秋元康                 | 小原信哉       | 小原信哉                            |
| 2001年10月24日 | CD             | MHCL-47        | 3              | シャダバ ダバダ（カラオケ）                        | -                      | 小原信哉       | 小原信哉                            |
| 2001年10月24日 | CD             | MHCL-47        | 4              | シャダバ ダバダ（女性ボーカル入りカラオケ）        | -                      | 小原信哉       | 小原信哉                            |
| 2001年10月24日 | CD             | MHCL-47        | 5              | おまえにビリビリ（カラオケ）                       | -                      | 小原信哉       | 小原信哉                            |

### アルバム
| 発売日         | 規格           | 規格品番       | アルバム |
| 日本コロムビア | 日本コロムビア | 日本コロムビア | 日本コロムビア |
| -------------- | -------------- | -------------- | --- |
| 1994年5月21日  | CD             | COCA-11705     | SINGER 1. あなたに騙されたい 2. N.G. 3. 腕の中の人魚 4. LAST GIN 5. Singer 6. 1人になれる場所 7. いつかでいい 8. 愛が生まれた日 |
| 2010年4月19日  | CD-R           | CORR-10647     | SINGER 1. あなたに騙されたい 2. N.G. 3. 腕の中の人魚 4. LAST GIN 5. Singer 6. 1人になれる場所 7. いつかでいい 8. 愛が生まれた日 |
| 1995年4月1日   | CD             | COCA-12418     | BELIEVERS 1. FALL FROM GRACE 2. 私たちになりたくて 3. あなたに騙されたい 4. WE ARE BELIEVERS 5. スペアキー 〜愛されてもしょうがない〜 6. 愛が生まれた日 (Aquatic Beast Mix) 7. 星のララバイ |
| 2010年4月19日  | CD-R           | CORR-10648     | BELIEVERS 1. FALL FROM GRACE 2. 私たちになりたくて 3. あなたに騙されたい 4. WE ARE BELIEVERS 5. スペアキー 〜愛されてもしょうがない〜 6. 愛が生まれた日 (Aquatic Beast Mix) 7. 星のララバイ |
| 1996年8月31日  | CD             | COCA-13617     | シングル・コレクション 1. 愛が生まれた日 2. わずかの涙 3. ドライフラワー 4. あなたに騙されたい 5. スペアキー～愛されてもしょうがない 6. 海のすぐそばで… 7. 私たちになりたくて 8. I LOVE YOU everyday&まな板にのった恋 9. TVスター 10. 愛が生まれた日 ～Aquatic Beast Mix～ 11. 愛が生まれた日 〜FOR MEN〜 12. 愛が生まれた日 〜FOR WOMEN〜                                      |
| 2007年8月22日  | CD             | COCP-34464     | エッセンシャル・ベスト ※5社共同企画、廉価ベスト盤シリーズの1枚。 1. 愛が生まれた日 2. わずかの涙 3. ドライフラワー 4. あなたに騙されたい 5. スペアキー〜愛されてもしょうがない〜 6. 海のすぐそばで…… 7. 私たちになりたくて 8. N.G. 9. 腕の中の人魚 10. LAST GIN 11. Singer 12. 1人になれる場所 13. いつかでいい 14. 愛が生まれた日 〜FOR WOMEN〜 15. 愛が生まれた日 〜FOR MEN〜 |

## 受賞歴
- 第8回日本アカデミー賞 海燕ジョーの奇跡・地平線（優秀主演女優賞）-（1985年）
- 第29回エランドール賞（新人賞）-（1985年）
- 第35回ブルーリボン賞 寝盗られ宗介・女殺油地獄（助演女優賞）-（1992年）
- 第66回キネマ旬報賞 寝盗られ宗介・女殺油地獄（助演女優賞）-（1992年）
- 第47回毎日映画コンクール 寝盗られ宗介・女殺油地獄（女優主演賞）-（1992年）
- 第17回報知映画賞 寝盗られ宗介・女殺油地獄（助演女優賞）-（1992年）
- 第16回日本アカデミー賞 寝盗られ宗介・女殺油地獄（最優秀助演女優賞・優秀助演女優賞）-（1993年）
- 第27回日本有線大賞 愛が生まれた日（新人賞・最優秀新人賞）-（1994年）
- 第27回全日本有線放送大賞 愛が生まれた日（新人賞・最優秀新人賞・グランプリ大賞）-（1994年）
- 第36回日本レコード大賞 愛が生まれた日（優秀作品賞）-（1994年）
- 第9回日本ゴールドディスク大賞（ベスト5ニュー・アーティスト賞・グランプリ・ニュー・アーティスト賞）-（1995年）

## テレビ・コマーシャル
- カルビー「ポテトチップス」
- スクールタイガー学生服「クリーンエイト」
- 花王「アンネシャンテ」
- 森永製菓
  - 「ハイクラウン」（1982年）
  - 「苺ヨーグルトチョコ」＆「栗チョコ」
  - 「ココライト」（1983年）
  - 「アーモンド・ボード」（1985年）
- キャノン「スナッピィ」（1982年）
- タイガー魔法瓶
  - 「どっしりくん」
  - 「わきたて」
  - 「タックル750」（タックルナナハン）
- サントリー ワイン
  - 「ヴィラージュ＆レゼルヴ」
  - 「レゼルブ」
- 郵政省「年賀状」
- メニコン
  - 「コンタクト・ソフトM」（1986年）
  - （コンタクトレンズ）「02」
- 大信販（1986年）
- 日清食品「桃金ラーメン」
- PIZZA-LA